# Jacqueline Evans
Grace Alice Evans Antrobus (Islington, Londres, Inglaterra, 17 de enero de 1915-Acapulco, Guerrero, México, 22 de junio de 1989), conocida como Jacqueline Evans, fue una actriz y piloto de carreras británica nacionalizada mexicana. En la Época de oro del cine mexicano, fue recordada por su primer papel principal en la película de comedia y fantasía, Simbad el mareado (1950), con Germán Valdés "Tin-Tan".

## Biografía y carrera
Grace Alice Evans Antrobus comenzó su carrera con papeles menores en la cinematografía británica. En 1946 viajó a Nueva York y posteriormente a México de vacaciones, donde conoció a quien sería su esposo, el torero Fernando López. Ahí continuó su carrera actoral en papeles de reparto, apareciendo a menudo como "gringa", en cintas como Simbad el mareado (1950), con Germán Valdés "Tin-Tan", El suavecito (1951), película consagratoria de Víctor Parra y Sindicato de telemirones (1954), con Tito Guízar, Emilia Guiú y Rebeca Iturbide. A partir de mediados de los años 50 alterna su trabajo actoral haciendo pequeños roles en el cine de México y Hollywood. En 1986 actuó en la película estadounidense para televisión Murder in Three Acts, filmada en Acapulco, lugar donde radicó los últimos años de su vida y en donde falleció el 22 de junio de 1989.
Fue la fundadora de «La Torre de papel», un popular expendio de revistas y periódicos extranjeros localizado en la Ciudad de México. Así mismo, fue la única mujer en participar en todas las primeras ediciones de la Carrera Panamericana. Durante la IV edición de la misma manejó un Porsche 356 decorado con el rostro de Eva Perón pintado en el cofre, a manera de homenaje a la actriz y política argentina.